# Bosquerola ventredaurada
La bosquerola ventredaurada (Myiothlypis chrysogaster) és un ocell de la família dels parúlids (Parulidae).

## Hàbitat i distribució
Habita el sotabosc de la selva pluvial dels Andes del centre i sud del Perú.